# Réseau intelligent
Les réseaux intelligents sont des réseaux matériels de distributions physique (électricité, eau, gaz, pétrole...) et/ou d'information (télécommunications) qui sont « augmentés » (rendus « intelligents ») par des systèmes informatiques, capteurs, interfaces informatiques et électromécaniques leur donnant des capacités d'échange bidirectionnel et parfois une certaine capacité d'autonomie en matières de calcul et gestion de flux et traitement d'information.

## Exemples
Les réseaux intelligents les plus connus du public sont notamment :
- Internet ;
- les réseaux électriques intelligents, qui sont des réseaux de distribution d'électricité dits « intelligents » grâce à des technologies informatiques et de communication combinées de manière à optimiser la production, la distribution et la consommation. Un tel smart grid vise à mieux mettre en relation l'offre et la demande entre les producteurs et les consommateurs d'électricité. Le règlement européen no 347/2013 définit le « réseau électrique intelligent » comme étant « un réseau électrique capable d'intégrer de manière efficace en termes de coûts le comportement et les actions de tous les utilisateurs qui y sont raccordés, y compris les producteurs, les consommateurs et ceux qui à la fois produisent et consomment, afin de garantir un système d'alimentation efficace sur le plan économique et durable, présentant des pertes faibles et un niveau élevé de qualité, de sécurité de l'approvisionnement et de sûreté »[1] ;
- les réseaux d'eau intelligents, qui regroupent l'ensemble des systèmes permettant aux compagnies des eaux de surveiller, prévenir et diagnostiquer les problèmes à distance et en continu. Ils sont appliqués pour contrôler la consommation, détecter les canalisations défaillantes et anticiper les fuites. De plus, ils constituent une solution pour la surveillance de la qualité de l'eau.

## Intérêt
Les réseaux intelligents permettent de manière générale des systèmes plus stables et décentralisés, moins vulnérables aux pannes de grande ampleur. 
Ils permettent théoriquement ou permettront d'économiser de grandes quantités d'énergie en lissant les pointes de consommation et en diminuant les capacités de production en pointe qui sont les plus couteuses et les plus polluantes, de sécuriser le réseau et d'en réduire le coût. 

## Histoire et prospective
Les réseaux intelligents ont émergé en 1995 dans le domaine de la téléphonie avec l'Intelligent Network (IN) ;  définissant des fonctions de pilotage automatisé des équipements du réseau téléphonique, en particulier des routage d'appels, qui a pour partie préfiguré  le réseau Internet. 
Les réseaux électriques intelligents sont apparus aux interfaces des domaines de la production, de la distribution et de la facturation et gestion de l'énergie, en évoluant, notamment grâce aux Courants porteurs en ligne. Ils permettent de mieux intégrer, gérer et optimiser les énergies intermittentes (éolien, solaire notamment) mais aussi le phénomène de pointe de consommation électrique, tout en sécurisant les réseaux de distribution d'énergie et de fluides.
Le concept de réseau intelligent s'est rapidement étendu à la communication et aux systèmes de transport intelligent. De « nouveaux » réseaux intelligents semblent émerger[Quand ?], matérialisés par les compteurs de gaz intelligents et des compteurs d'eau intelligents (la télérelève de compteur d'eau n'étant qu'une première étape) et plus généralement avec les concepts d'instrument intelligent et d'objet intelligent ou augmenté intégrés dans le Web des objets.
Le prospectiviste américain Jeremy Rifkin parle quant à lui d'un « internet de l'énergie » dans la perspective de ce qu'il dénomme la troisième révolution industrielle.
Par des protocoles d'interopérabilité, ces réseaux tendent à s'interconnecter entre eux et via l'internet à de nombreux systèmes d'information et à se complexifier et s'enrichir, soulevant le risque d'un effet « Big brother » ou d'une forte dépendance au réseau global. Certains[Qui ?] voient là les prémices de l'émergence d'un cerveau global, thème souvent traité par les auteurs de science-fiction.

## En France
SOGRID est un projet d'ambition mondiale, coordonné par STMicroelectronics et ERDF avec le soutien de l'État (via l'ADEME dans le cadre des Investissements d'Avenir). Il a été lancé en avril 2013. Ce consortium réunit 10 partenaires pour construire une chaîne de communication fiable (smart grid) entre équipements connectés aux réseaux basse et moyenne tension (via le réseau électrique grâce au protocole CPL ; courant porteur en ligne, grâce à une puce électronique de nouvelle génération communiquant avec les gestionnaires d'infrastructures via ses interfaces au réseau. Cette puce sera testée sur des compteurs, capteurs, coupleurs, concentrateurs, intelligence logicielle... Il s'agit aussi de permettre l'intégration harmonieuse au réseau d'énergies renouvelables décentralisées et intermittentes et la connexion d'un nombre important de véhicules électriques, en équilibrant le réseau par la gestion en temps réel de l'effacement de consommation électrique de certains appareils, tout en localisation les défauts et pannes et pilotant à distance certaines modulation de puissance. Toulouse Métropole servira de zone-test avec 1000 usagers (le SO de SOGRID signifie Sud-Ouest). 
SOGRID doit bénéficier de 27 millions d’euros d'aides (dont 12 de l'Ademe) et associer une centaine d'acteurs, chercheurs dont universitaires ( Grenoble INP (laboratoires G2Elab et LIG), LAAS-CNRS de Toulouse, École polytechnique (Laboratoire d'informatique LIX)...), PME (Trialog, LAN) et industriels (dont Nexans, Sagemcom, Landis+Gyr, Capgemini) sur la période 2013-2015.